# Torre dei Catalani
La Torre dei Catalani è una delle circa 20 torri gentilizie ancora esistenti nel centro storico della città di Bologna.

## Struttura
Si tratta in realtà di una casa-torre, che quindi fu effettivamente adibita ad abitazione, in stile romanico. Sorge in vicolo Spirito Santo, e la sua costruzione risale all'inizio del XIII secolo.
La pianta è rettangolare, con lati di 8,55 e 7,10 metri, e uno spessore dei muri di circa 70-80 centimetri. Queste ultime misure ci dicono che difficilmente sarà stata in passato molto più alta degli attuali 16 metri.
Alla base si notano alcuni anelli di ferro che servivano per legare cavalli e altri animali, moderni ma ricollocati laddove erano presenti anche in passato, come dimostrato dalle tracce nelle pareti della struttura.
Sono presenti due porte, una per prospetto, entrambe con soglia, architrave e modiglioni di selenite, e sovrastate da lunette ad arco cieco. Queste ultime erano in origine sicuramente decorate, in quanto fino a pochi decenni fa si potevano ancora apprezzare, sulla porta rivolta a ponente, i resti di un affresco rappresentante san Celestino (il convento dei monaci celestini sorge tuttora a brevissima distanza). L'alto locale (circa 6 metri) a cui si accede da queste porte probabilmente era destinato ad uso di fondaco.
Le vere e proprie parti abitative della casa-torre si trovavano invece ai piani superiori, che erano indubbiamente dotati di ballatoi lignei esterni, come dimostrato dalla presenza di buche pontaie di dimensioni maggiori e più ravvicinate rispetto a quelle utilizzate per la costruzione della struttura.
In alto, sul lato nord della casa-torre, mattoni e mensole sono disposti a formare un disegno complesso a spina di pesce, probabilmente per semplificare lo smaltimento delle acque piovane dal tetto.

## Storia
I Catalani (anche detti Castellani) furono una nobile famiglia di fazione guelfa, ed ebbero fino a 75 servi nei momenti di maggiore prosperità. Una versione, molto probabilmente romanzata, vuole che questa casa-torre fu fatta alzare da Delfino Castellani affinché suo nipote, Alberto Carbonesi, potesse rimirare da lontano la sua amata Virginia, appartenente alla famiglia nemica dei Galluzzi, la cui torre sorge, infatti, poco distante.
I Catalani furono proprietari di altre due torri, tra cui una alta quasi quanto quella degli Asinelli, situata in Piazza Maggiore, la quale fu demolita nel XV secolo per timore di un crollo.
Tra i membri degni di nota della famiglia, va ricordato Catalano, che insieme a Loderingo degli Andalò fu il fondatore dell'ordine dei Frati Gaudenti. Nel 1266 entrambi furono chiamati a reggere Firenze, ma dovettero lasciare la città solo dopo pochi mesi, con accuse di mancata imparzialità, e per questo furono inseriti da Dante Alighieri nella bolgia degli ipocriti dell'Inferno (Canto XIII).
Le fortune della famiglia Catalani in ogni caso scemarono, e la casa-torre, poi battezzata "Torre delle Cornacchie", ricordata nelle cronache per essere stata più di una volta colpita da fulmini (causando anche due morti nel 1280), passò nelle mani dei frati Celestini e, in seguito alla soppressione degli ordini religiosi voluta da Napoleone, in quelle dello Stato. I Catalani si estinsero infine nel XVII secolo.